# 腓特烈七世
弗雷德里克七世（1808年10月6日—1863年11月15日），是丹麥國王。他是歐登堡王朝宗家最後一個丹麥君主，也是最後一個專制統治丹麥的君主。他於1849年修改憲法，簽署成立丹麥議會，確立君主立憲制。
弗雷德里克七世在位期間，與以普魯士為主的德意志邦聯爆發第一次石勒蘇益格戰爭，雖然保住了石勒蘇益格的控制權。但弗雷德里克七世死後爆發的第二次戰爭中，丹麥被迫放棄石勒蘇益格。石勒蘇益格-荷爾斯泰因成為普魯士王國的一個省。
雖然他一生結了三次婚，但他沒有可繼承王位的兒子，他的王位由克里斯蒂安三世的父系後代，表妹露易絲公主的丈夫克里斯蒂安繼承，是為歐登堡分支格呂克斯堡王朝的克里斯蒂安九世。

## 婚姻
1828年，弗雷德里克與弗雷德里克六世的女兒威廉明妮結婚，兩人於1837年離婚。
1841年，弗雷德里克與梅克倫堡-施特雷利茨的卡羅琳結婚，兩人於1846年離婚。
1850年，弗雷德里克與路易絲·拉斯穆森結婚，兩人沒有子女。
1. ↑  許智偉 <丹麥史> P94起